# 埃里·哈布斯
艾利·阿布爾亞·夏比·艾哈比斯（阿拉伯語：علي بن عبد الله بن حارب الحبسي，Ali Abdullah Harib Al Habsi，1981年9月7日—）是阿曼職業足球員，司職守門員。

## 球會生涯
艾哈比斯是在2006年1月由利恩加盟保頓，他之前效力過阿曼的Al-Midhaibi和艾拿莎。2010年7月15日獲外借到韋根一個球季。2011年7月4日以約400萬英鎊正式轉投韋根。

## 國際賽生涯
艾哈比斯自2002年開始代表阿曼國家隊，他代表過阿曼出席過2004年和2007年亞洲盃。

## 相關連結
- 足球数据库：埃里·哈布斯的球员统计数据
- Bolton would lend Chelsea a keeper （页面存档备份，存于）
- Ali Al Habsi appearances （页面存档备份，存于）